# Чајна Спрингс (Тексас)
Чајна Спрингс (енгл. China Spring) насељено је место без административног статуса у америчкој савезној држави Тексас.

## Демографија
По попису из 2010. године број становника је 1.281.
| Група             | 2000.    | 2010.         |
| Белци             | 0 (0,0%) | 1.067 (83,3%) |
| Афроамериканци    | 0 (0,0%) | 12 (0,9%)     |
| Азијати           | 0 (0,0%) | 0 (0,0%)      |
| Хиспаноамериканци | 0 (0,0%) | 191 (14,9%)   |
| Укупно            | 0        | 1.281         |